# Esther Chajut

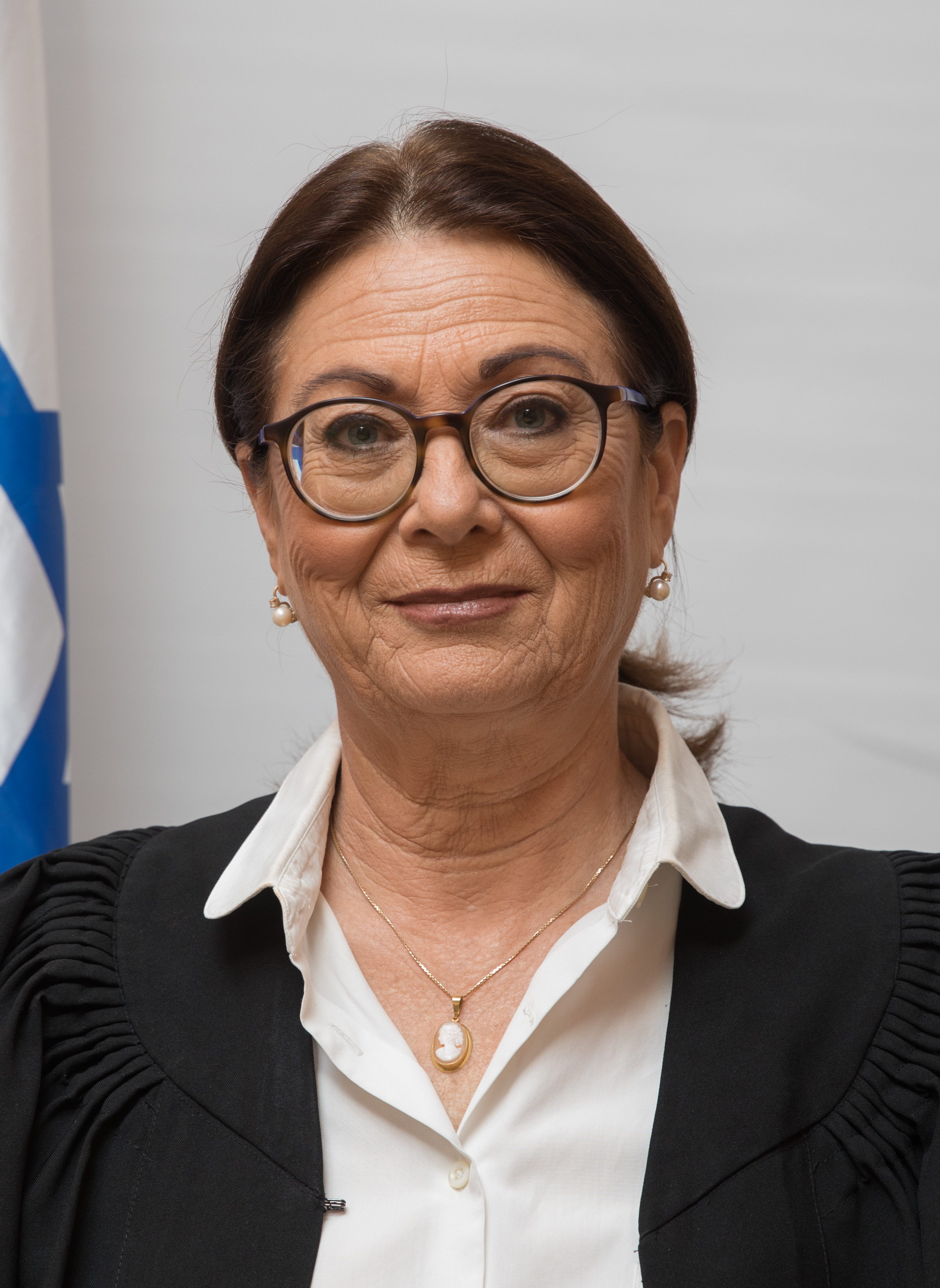
Esther Chajut (2017)

Esther Chajut (hebräisch אֶסְתֵּר חַיּוּת; * 16. Oktober 1953 in Herzlia) ist eine israelische Juristin. Sie war von 2017 bis 2023 Präsidentin des Obersten Gerichts Israels.

## Werdegang
Chajut ist die Tochter rumänischer Überlebender des Holocausts. Sie wuchs nach der Scheidung ihrer Eltern bei ihren Großeltern in England auf, wohin ihr Vater nach der Trennung gezogen war. Mit 17 zog sie nach Eilat, Israel zu ihrer Mutter, die wieder geheiratet hatte. Chajut hat zwei Kinder.
Während ihrer Zeit des Wehrdienstes für die Israelische Verteidigungsstreitkräfte war sie in der Militärmusikeinheit tätig. Chajut studierte Rechtswissenschaft an der Universität Tel Aviv und arbeitete ab 1977 als Rechtsanwältin, bis sie 1990 zu einer Magistratsrichterin in Tel Aviv ernannt wurde. 1996 ging sie an ein Bezirksgericht. Im März 2003 wurde sie vom Richterwahlausschuss benannt und von Staatspräsident Mosche Katzav als Richterin am Obersten Gericht ernannt. 2017 folgte sie Miriam Naor als Oberste Richterin nach.
Im Jahr 2022 wurde Chajut von Forbes als eine der 50 führenden Ü50-Frauen in Europa, dem Nahen Osten und Afrika ausgezeichnet.
In ihre Amtszeit als Verfassungsrichterin, die altersbedingt im Oktober 2023 endete, fiel die vom Kabinett Netanjahu vorgeschlagene, umstrittene Justizreform, über die Chajut neben 14 weiteren Verfassungsrichtern zu befinden hatte. Seine Entscheidung veröffentlichte das Gericht am 1. Januar 2024. Nach israelischem Recht darf sie noch bis drei Monate nach Antritt des Ruhestands, konkret bis 12. Januar 2024, bei Urteilen des Gerichts mitentscheiden.